# マヌィチ・グジロ湖
マヌィチ・グジロ湖（ロシア語: Ма́ныч-Гуди́ло  ）は、ロシア南西部のカルムイク共和国の領域内に位置する塩湖である。湖の一部はロストフ州とスタヴロポリ地方の領域にも及ぶ。面積は約344㎢と福岡市の市域ほどの広さがあるものの、平均深度はわずか約0.6 mである。
この湖はマヌィチ川の源流であり、北西に多くの貯水池を通って流れ、ロストフ・ナ・ドヌから少し上流のドン川下流に流れ込み、アゾフ海に流れ込む。
この地域の年間の気温は冬は氷点下30度、夏は40度になる。この地域には草原、冠水草地、ヨシ原、半砂漠とステップなどの植生があり、マガン、アオガン、カリガネ、ハイイロガン、カオジロオタテガモなどのガンカモ類を含む多くの種類の鳥類が生息している。過去にチェルニエゼムリ（黒い土地）生物圏保護区が設けられていた。また、1994年にラムサール条約登録地となった。

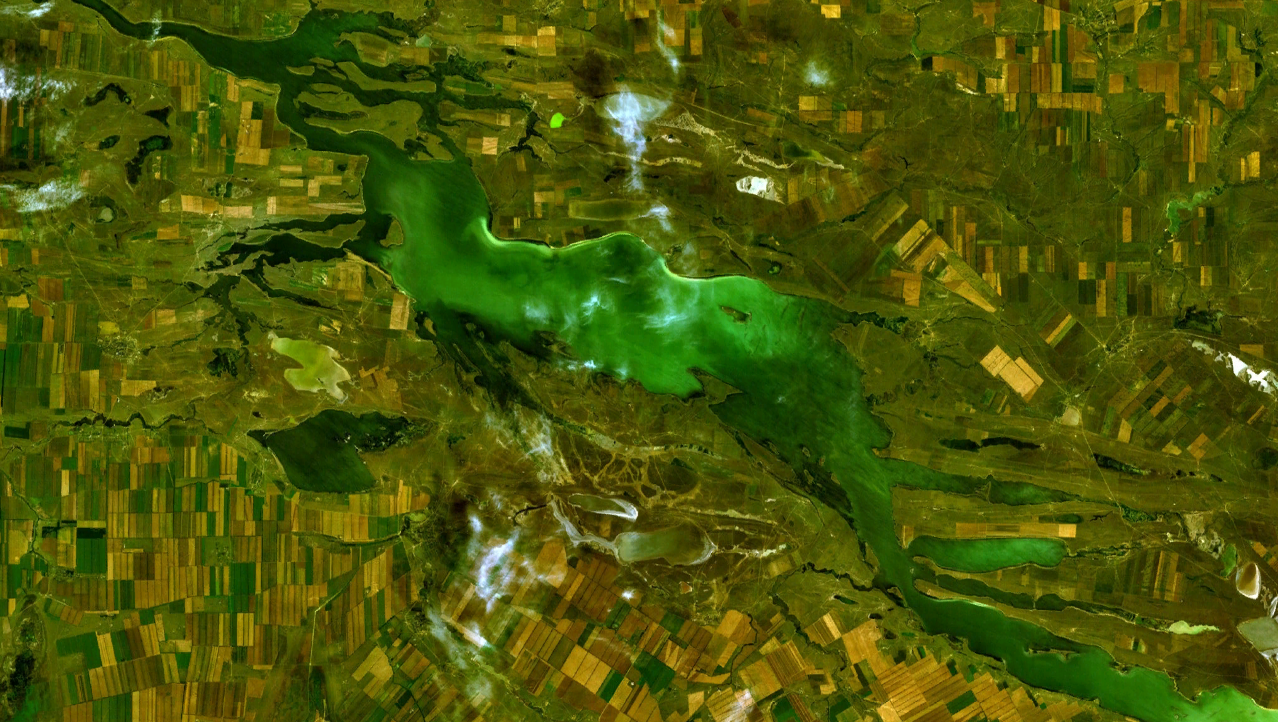
宇宙から見たマヌィチ・グジロ湖